# Neopalaemon
Neopalaemon is een geslacht van kreeftachtigen uit de klasse van de Malacostraca (hogere kreeftachtigen).

## Soort
- Neopalaemon nahuatlus H.H.Jr. Hobbs, 1973